# Stella-Maris-Kirche (Sliema)

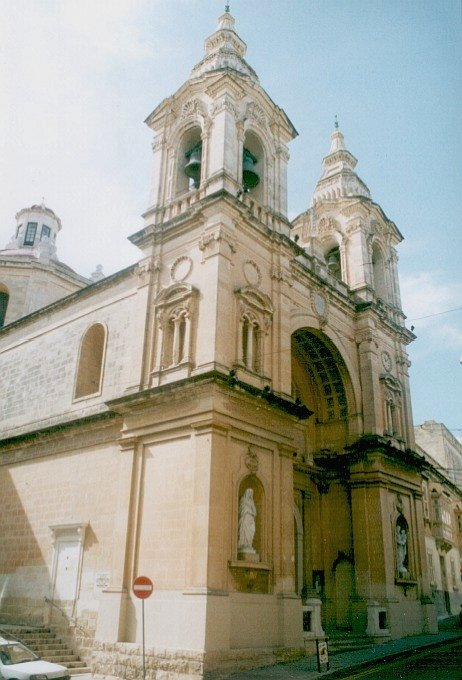
Die Stella-Maris-Kirche in Sliema

 Stella Maris (maltesisch Knisja tal-Verġni Marija Kewkba Tal-Baħar, englisch Stella Maris Parish Church) ist eine Pfarrkirche am Triq il-Kbira in Sliema, Malta. Sie ist im National Inventory of Cultural Property of the Maltese Islands unter der Nummer 19 eingetragen.

## Geschichte
In der Mitte des 19. Jahrhunderts wuchs die Bevölkerung Sliemas so stark, dass die bisher genutzte kleine Kapelle nicht mehr für die Zahl der Bewohner ausreichte. Der Architekt Giuseppe Bonavia entwarf daher eine neue Kirche. Der Bau begann 1853 und wurde kurze Zeit später fertiggestellt. In den 1870er-Jahren wurde die Kirche unter Leitung des Architekten Bonavia vergrößert, dabei wurden zwei Seitenschiffe, eine Sakristei und eine östliche Erweiterung angebaut sowie eine Kuppel aufgesetzt. Im Jahr 1878 wurde Stella Maris als eigene Pfarrei von Birkirkara abgelöst und erhielt das erste Pfarramt in Sliema. Im Jahr 1909 wurde die Kirche abermals verändert und bekam eine neue Fassade, die – wenn auch der Architekt bereits verstorben war – doch auf die Entwürfe von Bonavia zurückgeht.